# 尾上鯉三郎 (初代)
初代 尾上鯉三郎（しょだい おのえ こいさぶろう、延享2年〈1745年〉 - 文化6年3月9日〈1809年4月23日〉）とは、江戸時代の歌舞伎役者。屋号ははじめ音羽屋、のち南部屋。俳名芙雀。定紋は軍配扇、替紋は抱き柏。雅号は青峨堂。
初代尾上菊五郎の門人。宝暦5年（1755年）11月に尾上佐野助を名乗り、江戸市村座で初舞台を踏む。その五年後、尾上春五郎と改名。明和元年（1764年）大坂に行き、同年11月に尾上七三郎と改名する。さらに明和3年（1766年）京に上り、尾上新七と改名し上方を中心に活躍した。寛政8年11月（1796年）、京で尾上鯉三郎と改名。享和2年（1802年）に大坂での舞台を一世一代として隠居し、南部屋孫兵衛と名乗り京祇園町で白粉屋を営み暮らしたが、文化元年（1804年）には舞台に復帰し京や大阪の舞台を勤める。その四年後中風に罹り、役者を引退した。
その芸風は写実で淡白、小柄ながら上品だったという。実子に二代目尾上鯉三郎がいる。